# Bauernhaus Osterholzer Dorfstraße
Das Bauernhaus Osterholzer Dorfstraße befindet sich in Bremen, Stadtteil Osterholz, Ortsteil Osterholz, Osterholzer Dorfstraße 29. Das Haus entstand um 1806 oder 1816. Es steht mit seiner Einfriedung seit 1980 unter Bremer Denkmalschutz.

## Geschichte
Das eingeschossige, weiße niedersächsische Bauernhaus aus der Zeit des Klassizismus wurde um 1806 oder 1816 mit einem Satteldach gebaut und erfuhr nur wenige Veränderungen. Zu dieser Zeit (1812) hatte das Dorf 443 Einwohner und nur wenige Voll- und Halbbauern.
Das Haus ist ein klassisches Fachwerkhaus mit Ständer (Pfosten) und horizontalen Riegeln (Balken), in Stockwerkbauweise aber mit nur wenigen Streben. Das Haus wurde 1848 (Inschrift) erneuert.

Das niederdeutsche Hallenhaus mit seinem typischen Uhlenloch im kaum ausgeprägtem Krüppelwalm und dem Donarspieß als Giebelspitze ist häufig im Erscheinungsbild vieler Dörfer Norddeutschlands und des Niederrheins zu finden. Die Grote Dör ist mit Fugendeckleisten verziert.
Die Einfriedigung vom späten 19. Jahrhundert ist typisch und bemerkenswert mit dem Eisengittern und dem Tor zwischen den gemauerten Eingangspfeilern.

Die hartgedeckte Ankerbalkenscheune mit Fachwerk stammt von 1757.
Heute (2018) wird das Haus bewohnt und eine kleine Handweberei gründete sich dort.  

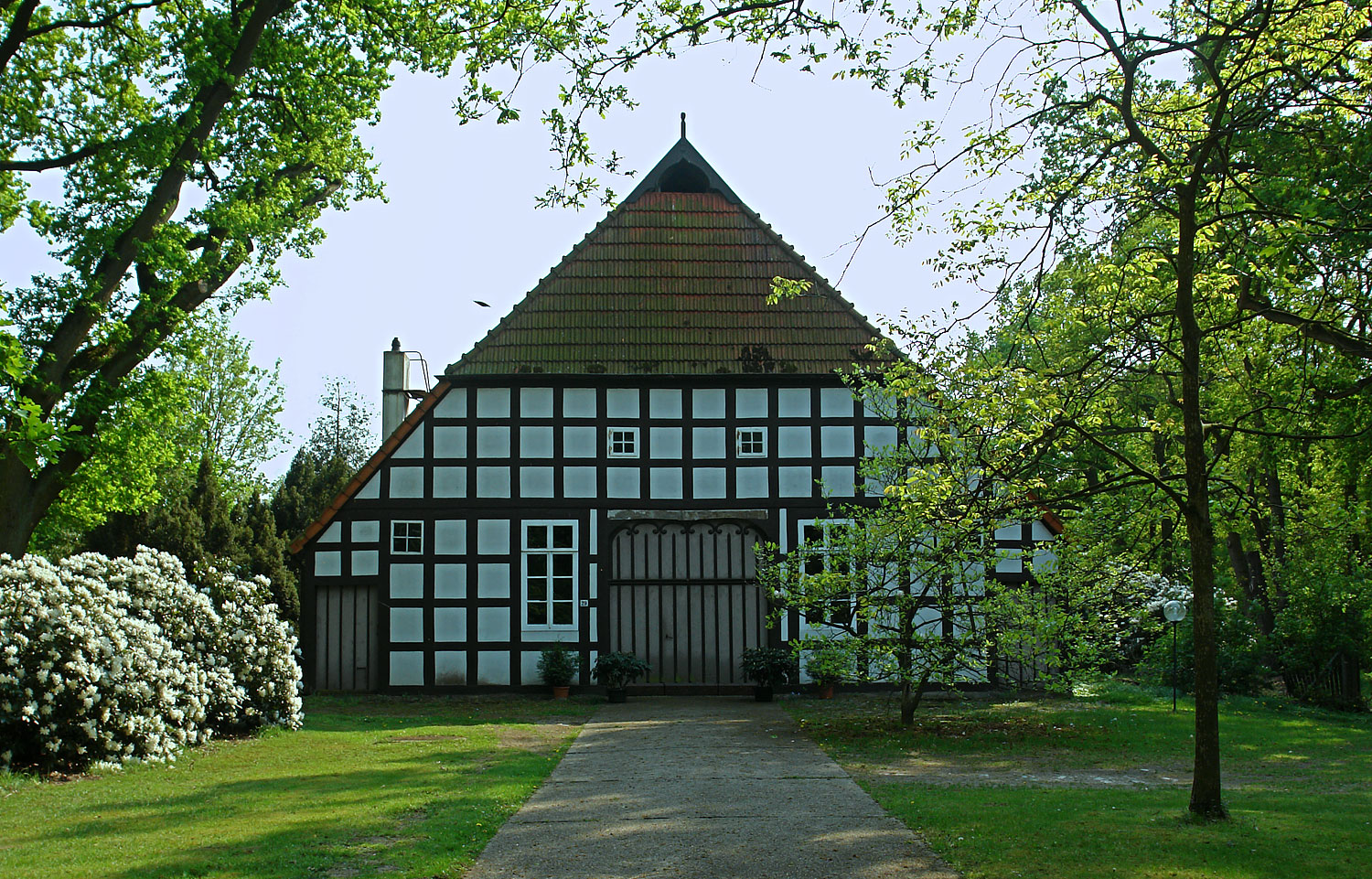
Frontansicht
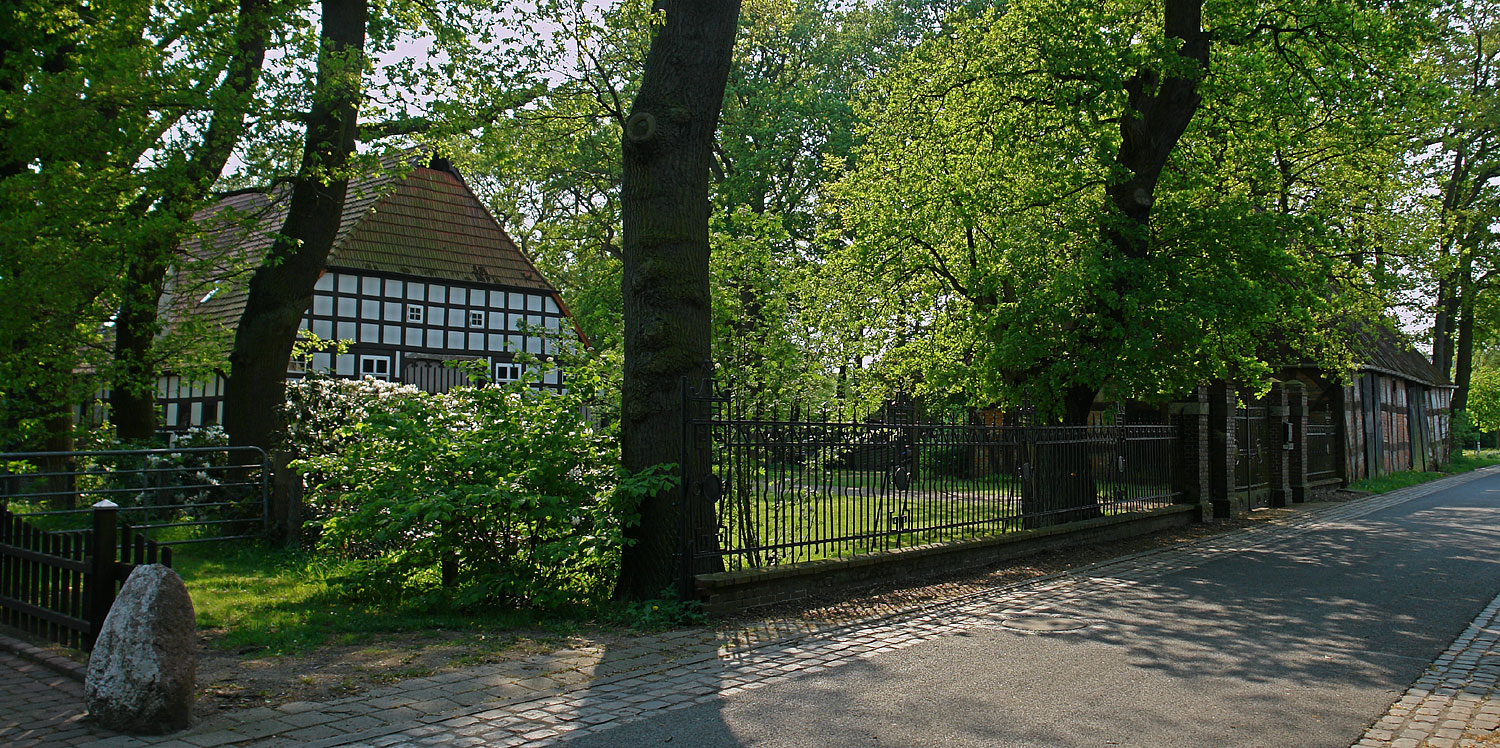
Idylle im Grün
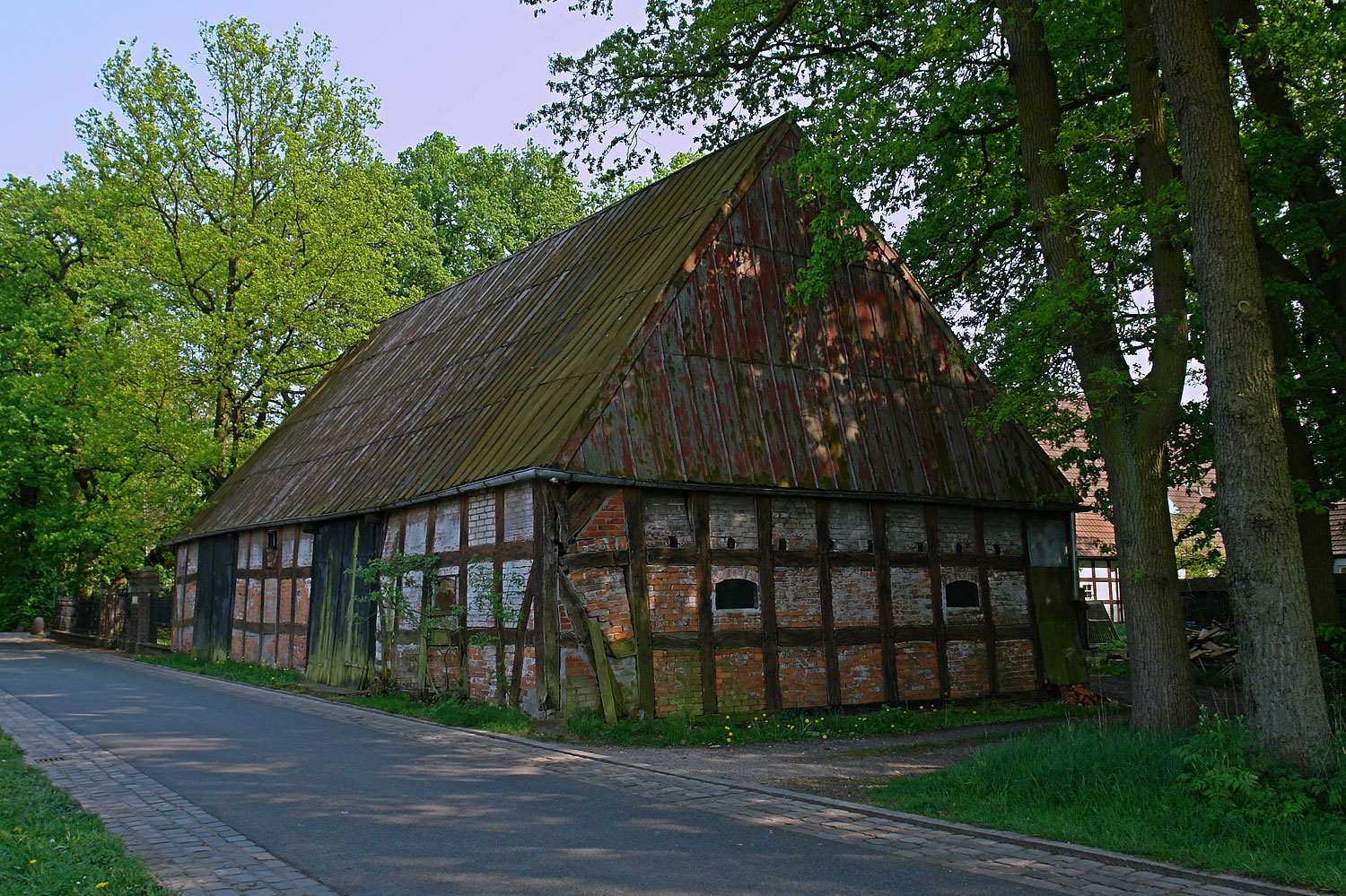
Scheune